# اوگیماچی سانجو سانه‌نارو

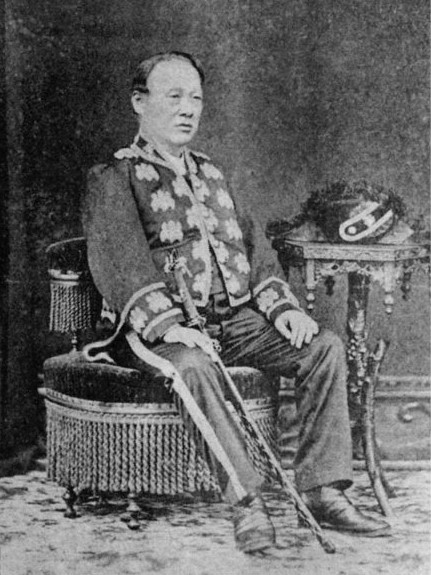
اوگیماچی سانجو سانه‌نارو

اوگیماچی سانجو سانه‌نارو (به ژاپنی: 正親町三条実愛 Ogimachisanjo Sanenaru) (۱۸۲۱–۱۹۰۹) یک سیاستمدار، کوگه (اشراف درباری) در اواخر دوره ادو و اوایل دوره میجی بود.
او در نابستان سال ۱۸۶۳ توسط امپراتور کومی، به مقام سرپرستی جوئی (راندن وحشیان) معین شد.